# Oeke Hoogendijk
Oeke Hoogendijk (Amsterdam, 5 augustus 1961) is een Nederlandse documentairefilmmaker. 

## Achtergrond
Hoogendijk ouders scheidden al vroeg, toen zij vier was. Ze werd opgevoed door haar Joodse moeder Lous de Jong, die getraumatiseerd raakte door de Tweede Wereldoorlog. 
Zij studeerde tussen 1985 en 1990 toneelregie aan de Hogeschool voor de Kunsten in Utrecht en in 1993 aan Studie Media Academie. Ze werkte enige tijd voor het Joods Historisch Museum en werkte mee aan de totstandkoming van het USC Shoah Foundation Institute.

## Werk
Hoogendijks specialiteit is documentaires over kunst. Vaak zijn het langlopende documentaireprojecten met een cinematografische aanpak waarbij de inhoud zoveel mogelijk gevangen wordt in scènes.

### Een gelukkige tijd
Ze debuteerde in 1998 met haar eerste filmdocumentaire: Een gelukkige tijd (1998). Het handelt over de Barneveldgroep. In die documentaire is ook haar moeder te zien, die haar mede inspireerde de documentaire over deze groep te maken. Ze werkte er tussen 1993 en 1998 aan. Het werd bekroond met de Nederlandse Academy Award ‘Het Gouden Beeld’ 1998 en de ‘Euro-Comenius Award’ in Wenen (1999). 

### The Holocaust Experience
Haar tweede film The Holocaust Experience (2002) ging in première tijdens het IDFA (2002) en werd geselecteerd voor verscheidene festivals in Europa en de VS Aanleiding was een artikel over de behandeling van de Holocaust in het Museum of Tolerance in Los Angeles en de dreigende onmogelijkheid voor Museum Auschwitz om de aanwezige artefacten blijvend te conserveren. Hoogendijk omschreef het zelf als essayistisch, met als thema, hoe we de herinnering aan de Shoah vormgeven.

### Het Nieuwe Rijksmuseum
Oeke Hoogendijk volgde 10 jaar lang de grootschalige verbouwing en herinrichting van het Rijksmuseum in Amsterdam. In totaal filmde ze meer dan 400 uur wat resulteerde in een vierdelige televisieserie Het Nieuwe Rijksmuseum (deel 1 en 2 in 2008, deel 3 en 4 in 2013) alsmede een lange bioscoopfilm met dezelfde titel (2014). 
Zij ontving voor zowel de serie als de film een groot aantal binnen- en buitenlandse prijzen, waaronder een Zilveren Nipkowschijf, Gouden Kalf op het Nederlands Film Festival, de Prix D’Italia, de Prix du Meilleur Documentaire op het Festival International du Film Montreal en Best Dutch Documentary IDFA 2014.

### De schatten van de Krim
Documentaire over de kunstwerken die te zien waren tijdens de tentoonstelling De Krim, Goud en geheimen van de Zwarte Zee in het Allard Pierson Museum (2014). Ze filmde het proces tussen Rusland en Oekraïne over het terugzenden van de kunstwerken, nadat Rusland was overgegaan tot de annexatie van de Krim, waarbij ze inging op dat de kunst slachtoffer werd van de geopolitieke verhoudingen tussen beide landen.

### Mijn Rembrandt
Haar documentaire Mijn Rembrandt uit 2019 geeft inzicht in wat het werk van deze Nederlandse meester technisch zo bijzonder maakt, en waarom verschillende mensen zo diep worden beïnvloed door zijn oeuvre of een specifiek werk. De documentaire vertelt de verhalen over hoe zijn schilderijen, eeuwen na Rembrandts dood, nog steeds een bron van drama en aangrijpende plotwendingen zijn. Kunstverzamelaars zoals Eijk en Rose-Marie De Mol van Otterloo, de Amerikaan Thomas Kaplan en de Schotse hertog van Buccleuch verhalen over de speciale band die ze met 'hun' Rembrandt hebben. Tijdens de filmopnamen stelt in Parijs de Franse baron Eric de Rothschild twee Rembrandts te koop, waardoor een harde politieke strijd ontstaat tussen het Rijksmuseum en het Louvre die Oeke Hoogendijk van nabij kan volgen voor de film. Ook volgt zij de aristocratische kunsthandelaar Jan Six als hij niet één, maar twee ‘nieuwe’ schilderijen van Rembrandt op het spoor lijkt te zijn. Als hij ervan wordt beschuldigd een afspraak met een andere kunsthandelaar te hebben verbroken, dreigt zijn wereld ineen te storten. De documentaire beleefde zijn wereldpremière op 24 november 2019 op IDFA. De documentaire werd genomineerd voor het Gouden Kalf en ontving de Kristallen Filmprijs 2019.

### Marten & Oopjen
Er kwam in 2019 ook de 2Doc Marten & Oopjen.

### Housewitz
Een persoonlijk portret over haar moeder (1926-2020), wier vader en broer omgebracht werden in Auschwitz en zelf overleefde zij diverse concentratiekampen. De film laat zien hoe het is om dagelijks met de herinneringen aan de oorlog te leven.

## Filmografie
- Een gelukkige tijd (1998)
- The Holocaust Experience (2002)
- Het Nieuwe Rijksmuseum deel I & 2 (2008)
- Het Nieuwe Rijksmuseum deel 3 &4 (2013)
- Het Nieuwe Rijksmuseum - De Film (2014)
- Marten & Oopjen, Portret van een Huwelijk (2019)
- Mijn Rembrandt (2019)
- The Treasures of the Crimea (De schatten van de Krim, 2021)
- LICHT, Stockhausen’s legacy, over het werk van Karlheinz Stockhausen (2022)
- Housewitz (2021)

## Prijzen
- 1998  Het Gouden Beeld, voor de film “Een gelukkige tijd”, NPS 1998
- 2009  Nominatie Gouden Kalf, “Het Nieuwe Rijksmuseum” deel 1 & 2
- 2009  Beeld en Geluid Award, “Het Nieuwe Rijksmuseum” deel 1 & 2
- 2010  Jury Award, Festival International du Film Montreal, voor “Het Nieuwe Rijksmuseum” deel 1 & 2
- 2013  Gouden Kalf, Speciale Juryprijs 2013, voor “Het Nieuwe Rijksmuseum”, de serie
- 2013  Zilveren Nipkowschijf 2013 “Het Nieuwe Rijksmuseum” deel 3 & 4
- 2013  De Tegel 2013, vakprijs van de journalistiek “Het Nieuwe Rijksmuseum” deel 3 & 4
- 2013  Prix d'Italia, special mention Arts & Cultura, “Het Nieuwe Rijksmuseum” deel 4
- 2014  Prix du Meilleur Documentaire, Festival International du Film Montreal, “Het Nieuwe Rijksmuseum” deel 4
- 2014  Arch Film Lund Prize, Zweden, voor "Het nieuwe Rijksmuseum", de serie
- 2014  Beeld en Geluid IDFA Award for Best Dutch Documentary, voor Het Nieuwe Rijksmuseum - De Film
- 2015  Kristallen Filmprijs, voor het behalen van 10.000 bioscoopbezoekers voor Het Nieuwe Rijksmuseum - De Film
- 2022  Juryprijs internationaal filmfestival Montreal
- 2022  Vaclav Havel-prijs voor De schatten van de Krim
- 2022  Speciale vermelding IDFA voor Housewitz

- Biblioteca Nacional de España: XX5726823
- Gemeinsame Normdatei: 101804972X
- Library of Congress Control Number: no2004122610
- Nationale Bibliotheek van Israël: 987007395112905171
- Nederlandse Thesaurus van Auteursnamen: 306301008
- Virtual International Authority File: 221212520